# フォックスハウンド (駆逐艦・2代)
|          | |
| 艦歴     | |
| 起工     | 1933年8月21日 |
| 進水     | 1934年10月12日 |
| 就役     | 1935年6月6日 |
| 退役     | 1944年2月8日 |
| その後   | 1944年2月8日にカナダ海軍に移籍。 |
| 性能諸元 | |
| 排水量   | 基準：1,428トン、満載：1970トン |
| 全長     | 329 ft (100.3m) o/a |
| 全幅     | 33 ft 3 in (10.13 m) |
| 吃水     | 12 ft 6in (3.81 m) |
| 機関     | アドミラリティ・ボイラー3基 パーソンズ蒸気タービン2基 2軸推進、38,000 shp                                                               |
| 最大速力 | 35.5ノット (65.7 km/h;40.9 mph) |
| 乗員     | 145名 |
| 兵装     | 120mm(4.7 in)単装砲 4基 ヴィッカース 0.5インチ4連装機銃 2基 533mm（21 in）4連装魚雷発射管 2基 爆雷 20発 爆雷投射機 2基 爆雷投下軌条 1軌 |

フォックスハウンド (HMS Foxhound, H69) はイギリス海軍のF級駆逐艦。

## 艦歴
本国艦隊に配属されたが、1936年から39年のスペイン内戦中にイギリスとフランスが
共和国軍・国民党軍双方に課した武器禁輸措置を実施するために、地中海艦隊に編成された。
1939年9月の第二次世界大戦の開始から数週間後、ドイツの潜水艦に対する攻撃を支援し、1940年4月から6月のノルウェーの戦いでナルヴィクの戦いに参加した。
「フォックスハウンド」は1940年半ばにH部隊の一員としてジブラルタルに配備され、メルセルケビール海戦に参加した。
その後は、1941年後半までマルタ島への補給と増援を行う護送船団支援及び、H部隊の空母を護衛した。
また、6月18日には同型艦「フォークナー」、「フィアレス」、「フォレスター」及び
「フォアサイト」とともに、ドイツ潜水艦「U138」への攻撃を支援した。
12月には、一時的に地中海艦隊に所属し、そこで東地中海からマルタ島への護送船団を護衛した。
「フォックスハウンド」は1942年初頭に東洋艦隊 (イギリス)に配備され、その後南アフリカ沖で護衛艦隊に配属、1943年半ばに
護衛駆逐艦に転向するまで西アフリカで運用された。
1944年初頭に「フォックスハウンド」はカナダ海軍に移籍され、「カペル (HMCS Qu'Appelle)」と改名された。
その後、1946年5月27日に退役。1947年12月にスクラップとして売却された。 